# Piti

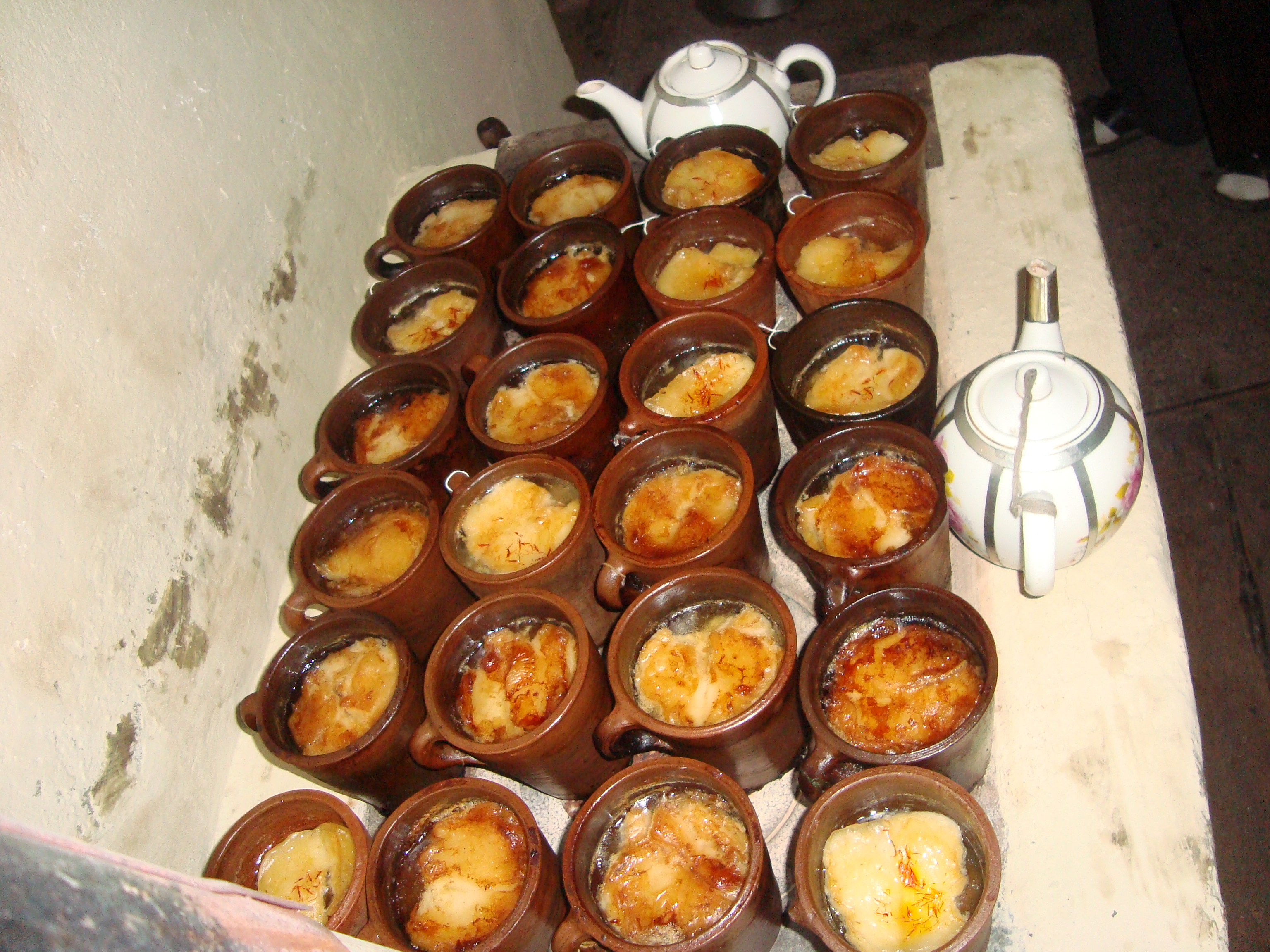
Shaki piti

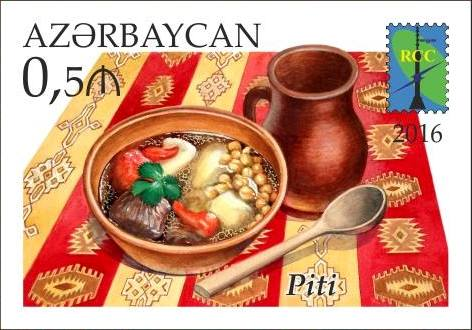

Piti är en soppa av azerbajdzjansk ursprung, som är ett av de viktigaste rätten i det magnifika azeriska köket, och som äts i olika länder i Kaukasus, Centralasien och Turkiet, som tillagas i ugnen i individuella kokkärl med en glasyr inuti. Soppan görs på fårkött och grönsaker, såsom tomater, potatis och kikärtor, och tillagas i ett förslutet kokkärl. Den serveras ofta i kärlet, ofta tillsammans med en sidorätt.
Piti är speciellt populär i azeriska, iranska (där den kallas abgoosht eller dizi), tadzjikiska och turkiska köken.